# Teluk Roban
Teluk Roban is een bestuurslaag in het regentschap Tapanuli Tengah van de provincie Noord-Sumatra, Indonesië. Teluk Roban telt 743 inwoners (volkstelling 2010).